# Ellenkormányzás
Az ellenkormányzás egy fizikai jelenség és vezetéstechnikai elem, melyet az egy nyomon haladó járművek (vagyis kerékpár és motorkerékpár) vezetői használnak. Az ilyen járművek irányításához a kanyarodás irányába kell dönteni a járművet, amihez a kanyarodás irányába kell áthelyezni a jármű súlypontját. Ezt úgy érjük el, hogy kanyarodás kezdetén a kormányt a kanyarodással ellentétes irányba fordítjuk, vagyis ellenkormányzást végzünk. A megfelelő dőlésszög elérése után a vezető (vagy egyenesfutásánál fogva a (motor)bicikli maga) a kanyar irányába kormányoz, miáltal fenntartja a dőlésszöget és a kanyarívet.
Az ellenkormányzás tehát a kerékpárok kanyarodásindításának fizikai alapja, ami a kerékpár kialakulása óta érvényes. Azonban a kormány kanyarodással ellentétes irányba tekerésének paradox volta miatt csak az 1970-es években tudatosult, ekkor azonban forradalmasította a vezetéstechnikát. Így meg kell különböztetni az ellenkormányzást mint vezetéstechnikai elemet és az ellenkormányzást mint fizikai jelenséget. Az utóbbi ugyanis mindig fellép, mivel ez a kerékpárkormányzás egyetlen lehetséges módja, leszámítva a súlypont külső hatás (például széllökés) miatti áthelyeződését. Az ellenkormányzás alacsony sebességnél rejtve maradhat, mert elleplezik az egyensúlymegtartáshoz szükséges kormánymozdulatok.
Az ellenkormányzás csak az egy nyomon haladó járművekre érvényes, triciklinél, oldalkocsis motorkerékpárnál már nem. Az ellenkormányzás közvetlenül a dőlésszög-változtatás eszköze, tehát csak a kanyarindításkor (és befejezésekor) fontos, a kanyarív megtartásához már nem.